# Danny Lippens
Pour les articles homonymes, voir Lippens.
Danny Lippens (né le 18 septembre 1961 à Eeklo,) est un coureur cycliste belge, principalement actif dans les années 1980.

## Biographie
Chez les juniors, Danny Lippens se distingue en obtenant neuf victoires sur route et vingt-trois succès en cyclo-cross. Il remporte ensuite le championnat de Belgique de poursuite amateurs en 1983. Après ses performances, il passe professionnel en mai 1985 au sein de l'équipe Panasonic. Cette expérience est cependant un échec. Il redescend dès 1986 au niveau amateur, où il engrange les trophées dans des épreuves régionales. 
En 1987, il devient double champion de Belgique amateurs, dans la course en ligne et le contre-la-montre. Il retrouve finalement un contrat professionnel en 1989 grâce à son ami Roger De Vlaeminck, qui le recrute chez Hitachi. Avec cette formation, il s'impose sur une course régionale à Aertrycke. Il termine également quatrième du contre-la-montre du Tour de Luxembourg et cinquième de Bruxelles-Ingooigem. La même année, il participe au Tour de France. 
En 1990, il intègre la petite structure Isoglass-Garden Wood. Vingt-sixième de Paris-Roubaix, il ne parvient pas toutefois pas à décrocher le moindre podium. Il revient alors de nouveau chez les amateurs, avant de mettre un terme prématuré à sa carrière, en raison de problèmes physiques récurrents au dos.

## Palmarès et résultats

### Palmarès par année
- 1980
  - 3e du championnat de Belgique de cyclo-cross juniorss
- 1983
  -  Champion de Belgique de poursuite amateurs
  - 2e de la Flèche flamande
  - 3e du Grand Prix de Waregem
- 1984
  - Coupe Egide Schoeters
- 1987
  -  Champion de Belgique sur route amateurs
  -  Champion de Belgique du contre-la-montre amateurs
  - Tour de Flandre-Occidentale
  - 2e du championnat de Flandre-Orientale sur route
- 1988
  - Tour de Flandre-Occidentale
  - Omloop der Vlaamse Gewesten
- 1989
  - 3e de la Flèche de Liedekerke

### Résultats sur les grands tours

#### Tour de France
1 participation
- 1989 : abandon (14e étape)